# Leandro Riedi
Pour les articles homonymes, voir Riedi.
Leandro Riedi, né le 27 janvier 2002 à Frauenfeld, est un joueur suisse de tennis, professionnel depuis 2020.

## Carrière
Leandro Riedi a disputé la finale du tournoi de Roland-Garros junior en 2020, perdue contre son compatriote Dominic Stricker et a gagné l'Open d'Australie en double avec le Roumain Nicholas David Ionel.
Sa carrière professionnelle connaît un coup d'accélérateur en 2022 puisqu'il atteint une finale lors du tournoi Challenger de Lugano puis en remporte deux en fin de saison à Helsinki puis Andria. Il gagne ainsi plus de 500 places en une saison. Début 2023, il passe un tour à Marseille face à Arthur Rinderknech et se qualifie à Indian Wells.
Sélectionné pour représenter la Suisse lors de la Hopman Cup à Nice aux côtés de Céline Naef, il se distingue en battant le n°6 mondial Holger Rune ainsi que Richard Gasquet. Qualifié pour la finale, la Suisse s'incline face à la Croatie, Riedi perdant son match contre Borna Ćorić.

## Palmarès

### Finale en double mixte
| No | Date       | Nom et lieu du tournoi | Catégorie                  | Dotation | Surface      | Vainqueurs              | Partenaire  | Score        |          |
| -- | ---------- | ---------------------- | -------------------------- | -------- | ------------ | ----------------------- | ----------- | ------------ | -------- |
| 1  | 19-07-2023 | Hopman Cup XXXII Nice  | Compétition par équipe ITF | NC $     | Terre (ext.) | Donna Vekić Borna Ćorić | Céline Naef | 2 matchs à 0 | Parcours |

## Parcours dans les tournois duGrand Chelem
| Année | Open d'Australie | Open d'Australie | Internationaux de France | Internationaux de France | Wimbledon       | Wimbledon     | US Open | US Open      |
| ----- | ---------------- | ---------------- | ------------------------ | ------------------------ | --------------- | ------------- | ------- | ------------ |
| 2023  | Q3               | Dalibor Svrčina  | Q1                       | Dalibor Svrčina          | Q2              | Oscar Otte    | Q2      | Jakub Menšík |
| 2024  | —                | —                | Q1                       | Mikhail Kukushkin        | Q3              | Alex Bolt     | Q2      | Jérôme Kym   |
| 2025  | —                | —                | —                        | —                        | 1er tour (1/64) | Oliver Tarvet |         |              |

N.B. : à droite du résultat se trouve le nom de l'ultime adversaire.

## Parcours dans lesMasters 1000
| Année | Indian Wells       | Miami | Monte-Carlo | Madrid | Rome | Canada | Cincinnati       | Shanghai | Paris |
| ----- | ------------------ | ----- | ----------- | ------ | ---- | ------ | ---------------- | -------- | ----- |
| 2023  | 1er tour J. Draper | —     | —           | —      | —    | —      | —                | —        | —     |
|       |                    |       |             |        |      |        |                  |          |       |
| 2025  | —                  | —     | —           | —      | —    | —      | 1er tour L. Tien |          |       |

N.B. : sous le résultat se trouve le nom de l’ultime adversaire.

## Classements ATP en fin de saison
| Année          | 2020 | 2021 | 2022 | 2023 | 2024 |
| Rang en simple | 889  | 681  | 159  | 261  | 135  |
| Rang en double | 1482 | 318  | 239  | 403  | 658  |

Source : (en) Classements de Leandro Riedi sur le site officiel de la Fédération internationale de tennis